# نيك أرنولد
نيك أرنولد (بالإنجليزية: Nick Arnold)‏ هو كاتب للأطفال وكاتب بريطاني، ولد في 4 أغسطس 1964 في كامبريدج في المملكة المتحدة.

## وصلات خارجية
- الموقع الرسمي
- نيك أرنولد على موقع ميوزك برينز (الإنجليزية)